# Пети, Жан Мартен
Жан-Мартен Пети (фр. Jean-Martin Petit; 1772—1856) — французский военный деятель, генерал-лейтенант (1831 год),  барон (1810 год), участник революционных и наполеоновских войн.

## Биография
Жан-Мартен поступил добровольцем на военную службу в 1792 году. Сражался в составе Самбро-Маасской армии. 21 марта 1795 года был зачислен в 67-ю полубригаду линейной пехоты. 8 марта 1797 года стал адъютантом генерала Мирёра в Итальянской армии. 7 ноября 1797 года зачислен адъютантом в штаб Ломбардской дивизии генерала Легро.
В 1798 году в составе Восточной армии Бонапарта принял участие в Египетском походе. 8 июля 1798 года стал адъютантом генерала Фриана. 21 февраля 1799 года был ранен в бою при Абумане. В апреле 1800 года ранен при обороне Каира. 22 марта 1801 года был произведён в командиры батальона. После капитуляции французов, вернулся на родину.
14 августа 1806 года произведён в майоры и стал заместителем командира 15-го полка лёгкой пехоты. В 1807-08 годах участвовал в походе в Португалию в составе 1-го наблюдательного корпуса Жиронды. 17 сентября 1808 года получил звание полковника, и 3 марта 1809 года стал во главе 67-го полка линейной пехоты, с которым участвовал в Австрийской кампании. 6 июля 1809 года был ранен в сражении при Ваграме.
В 1811 году женился на Франсуазе Эжени Дюте (фр. Françoise Eugénie Dutet; ок. 1790–), от которой имел дочь Эжени Луизу (фр. Eugénie Louise Petit; 1813–1886) и сына Луи Жана Эдмона (фр. Louis Jean Edmond Petit; 1820–1894), также ставшего генералом.
C 1810 по 1813 год вновь сражался в Испании в составе Армии Каталонии, отличился в сражениях при Льере и Вильяфранке. 28 июня 1813 года произведён в бригадные генералы, и был назначен командиром бригады в пехотной дивизии генерала Ламарка в Горной Каталонии.
20 ноября 1813 года Пети был переведён в Императорскую гвардию, и стал командиром 1-го полка пеших гренадер в звании майора гвардии. 26 декабря 1813 года стал старшим аджюданом при штабе корпуса пеших гренадеров Императорской гвардии, принимал участие во Французской кампании 1814 года и 20 апреля командовал частями Старой гвардии при прощании с Императором в Фонтенбло, где последний сказал: «Я не могу обнять вас всех, но я обниму вашего генерала. Подойдите, Пети, я прижму вас к своему сердцу» (фр. Je ne puis vous embrasser tous, mais j'embrasse votre général. Venez, général Petit, que je vous presse sur mon cœur).
При первой Реставрации Бурбонов назначен 1 июля 1814 года майором Королевского корпуса пеших гренадер Франции с чином генерал-майора. Во время «Ста дней» Пети присоединился к Императору и 13 апреля 1815 года снова возглавил 1-й полк пеших гренадер, с которым принимал участие в Бельгийской кампании, и отличился в сражении 18 июня 1815 года при Ватерлоо, где храбро прикрывал отступление армии, выдерживая самые сильные удары и остаётся последним оплотом французов на поле боя. Генерал Пети проявляет удивительную храбрость среди стольких храбрецов.
31 декабря 1815 года был уволен с действительной службы. При Июльской монархии награждён 27 февраля 1831 года чином генерал-лейтенанта. 3 октября 1837 года стал пэром Франции. Впоследствии он был комендантом Дома инвалидов по приказу Жерома Бонапарта.  В 1847 году определён в резерв Генерального штаба.

## Воинские звания
- Лейтенант (4 апреля 1794 года);
- Капитан (19 июня 1798 года);
- Командир батальона (22 марта 1801 года, утверждён в чине 28 февраля 1802 года);
- Майор (14 августа 1806 года);
- Полковник (17 сентября 1808 года);
- Бригадный генерал (28 июня 1813 года);
- Майор гвардии (20 ноября 1813 года);
- Генерал-лейтенант (27 февраля 1831 года).

## Титулы
- Барон Пети и Империи (фр. baron Petit et de l'Empire; декрет от 15 августа 1809 года, патент подтверждён 11 июня 1810 года)[2].

## Награды
Легионер ордена Почётного легиона (14 июня 1804 года)
 Кавалер саксонского военного ордена Святого Генриха (1808 год)
 Офицер ордена Почётного легиона (13 августа 1809 года)
 Коммандан ордена Почётного легиона (26 февраля 1814 года)
 Кавалер ордена Святого Людовика (25 июля 1814 года)
 Великий офицер ордена Почётного легиона (30 апреля 1835 года)
 Кавалер Большого креста ордена Почётного легиона (15 августа 1849 года)

## Образ в кино
- «Наполеон: путь к вершине» (Франция, Италия, 1955) — актёр Андре Чаню[фр.]